# Nuestra Señora de la Presentación
Nuestra Señora de la Presentación o Nuestra Señora de la Presentación de Natal es la advocación mariana patrona de Natal, Brasil. Su catedral se localiza en Natal, en el estado de Rio Grande do Norte, y su fiesta se conmemora el 21 de noviembre.

## Historia
El 21 de noviembre de 1753, un grupo de pescadores encontró un cajón de madera encallado en unas rocas en la margen derecha del Río Potenji, frente a la Iglesia del Rosario, en la actual Pedra do Rosário, en Natal, en el Río Grande do Norte. En el cajón, había una imagen de Nuestra Señora del Rosario y un mensaje: "Donde esta imagen aporta ninguna desgracia sucederá.
Los pescadores avisaron sobre el descubrimiento al vicario de la parroquia, P. Manoel Correia Gomes, que se dirigió al lugar y reconoció que se trataba de una imagen de Nuestra Señora del Rosario. Sin embargo, como el 21 de noviembre es el día de la presentación de María al Templo de Jerusalén, la santa fue bautizada como Nuestra Señora de la Presentación y proclamada Patrona de la Ciudad de Natal.

## Himno a Nuestra Señora de la Presentación
| En portugués Tu quiseste um dia trazer alegria ao nosso cantar. E vieste Maria com Jesus nos braços, nas ondas do mar... Pescadores te acharam, com amor te acolheram, Ó Mãe sem igual! Entre o Potengi e as águas tranqüilas do mar de Natal! Escolhestes, por amor, nossa terra prá aqui, vir morar... Virgem Mãe do Senhor a teus pés nós viemos rezar. Vinte e um de novembro, o dia feliz de tua aparição, e nós te festejamos, ó Nossa Senhora da Apresentação. Hoje a felicidade traz toda a cidade à tua Catedral. Prá louvar-te Maria, que escolheste um dia teu trono em Natal. Escolhestes, por amor, nossa terra prá aqui, vir morar... Virgem Mãe do Senhor a teus pés nós viemos rezar. Tens na fronte a coroa, Rainha da Paz do amor e do perdão... És a Mãe terna e boa, Rainha que reina com o terço na mão. Teu olhar de bondade, onde a serenidade, nos dá proteção. Tens Jesus em teus braços, és Nossa Senhora da Apresentação. Escolhestes, por amor, nossa terra prá aqui, vir morar... Virgem Mãe do Senhor a teus pés nós viemos rezar. | Traducción al español Tú quisiste un día traer alegría a nuestro cantar. Y viniste María con Jesús en los brazos, en las olas del mar ... Los pescadores te hallaron, con amor te acogieron, oh Madre sin igual! ¡Entre el Potengi y las aguas tranquilas del mar de Natal! Escoges, por amor, nuestra tierra aquí, venir a vivir ... Virgen Madre del Señor a tus pies hemos venido a rezar. Veinte y uno de noviembre, el día feliz de tu aparición, Y nosotros te festejamos, oh Nuestra Señora de la Presentación. Hoy la felicidad trae toda la ciudad a tu Catedral. Alabarte a María, que has elegido un día tu trono en Natal. Escoges, por amor, nuestra tierra aquí, venir a vivir ... Virgen Madre del Señor a tus pies hemos venido a rezar. En la frente la corona, Reina de la Paz del amor y del perdón ... Es la Madre tierna y buena, Reina que reina con el tercio en la mano. Su mirada de bondad, donde la serenidad, nos da protección. Tú tienes a Jesús en tus brazos, eres Nuestra Señora de la Presentación. Escoges, por amor, nuestra tierra aquí, venir a vivir ... Virgen Madre del Señor a tus pies hemos venido a rezar. |